# Sharifa Davronova
Sharifa Davronova (* 27. September 2006 in Samarqand) ist eine usbekische Leichtathletin, die sich auf den Dreisprung spezialisiert hat. 2023 wurde sie Hallenasienmeisterin in dieser Disziplin und siegte bei den Asienspielen.

## Sportliche Laufbahn
Ihren ersten internationalen Wettkampf bestritt Sharifa Davronova beim Qosanov Memorial 2021, bei dem sie mit 13,01 m siegte. Im Jahr darauf siegte sie mit 14,04 m bei den U20-Weltmeisterschaften in Cali und anschließend siegte sie mit windunterstützten 14,30 m bei den Islamic Solidarity Games in Konya und kam dort zudem mit der usbekischen 4-mal-100-Meter-Staffel nicht ins Ziel. Im Oktober siegte sie dann bei den U18-Asienmeisterschaften in Kuwait mit 6,06 m im Weitsprung sowie mit 13,23 m auch im Dreisprung. 2023 siegte sie mit 13,98 m bei den Hallenasienmeisterschaften in Astana. Ende April gewann sie bei den U18-Asienmeisterschaften in Taschkent mit 6,22 m die Silbermedaille im Weitsprung. Verletzungsbedingt musste sie anschließend einige Monate pausieren und schied dann im August bei den Weltmeisterschaften in Budapest mit 13,66 m in der Qualifikationsrunde aus. Im Oktober belegte sie bei den Asienspielen in Hangzhou mit 6,14 m den siebten Platz im Weitsprung und siegte mit 14,09 m im Dreisprung. Im Jahr darauf nahm sie an den Olympischen Sommerspielen in Paris teil und schied dort mit 13,74 m in der Vorrunde aus. Anschließend verteidigte sie bei den U20-Weltmeisterschaften in Lima mit 13,75 m ihren Titel. 2025 gelangte sie bei den Hallenweltmeisterschaften in Nanjing mit 13,44 m auf Rang zwölf. Ende Mai gewann sie bei den Asienmeisterschaften in Gumi mit 13,74 m die Silbermedaille hinter der Chinesin Li Yi und verpasste im Weitsprung mit 5,26 m den Finaleinzug. Anschließend siegte sie bei den World University Games in Bochum mit neuer Bestleistung von 14,33 m.
2024 wurde Davronova usbekische Meisterin im Dreisprung im Freien sowie 2022 in der Halle. Zudem wurde sie 2021 und 2022 Hallenmeisterin im 60-Meter-Lauf.

## Persönliche Bestleistungen
- 100 Meter: 12,13 s (+1,3 m/s), 7. Mai 2022 in Bursa
  - 60 Meter (Halle): 7,65 m, 21. Januar 2022 in Andijon
- Weitsprung: 6,22 m (−0,8 m/s), 27. April 2023 in Taschkent
- Dreisprung: 14,33 m (+1,2 m/s), 27. Juli 2025 in Bochum